# Giraffes on Horseback Salad
Giraffes on Horseback Salad (litt. Salade de girafes à cheval), ou, selon la version, The Surrealist Woman (litt. La femme surréaliste), est un scénario de film écrit par Salvador Dalí pour les Marx Brothers en 1937.

## Synopsis et intention
Giraffes on Horseback Salad décrit l'histoire d'amour entre un aristocrate espagnol appelé Jimmy et une fascinante « femme surréaliste ». Ce rôle est écrit pour être interprété par Harpo Marx, que Dalí vient de rencontrer et avec lequel il devient ami.
Il considère que le thème central du film est « la lutte continuelle entre la vie pleine d'imagination telle que les vieux mythes la décrivent et la vie pratique et rationnelle de la société contemporaine ».

## Historique
Dalí écrit plusieurs versions du scénario.
Le scénario n'est jamais produit. D'après le Harper's Magazine, la raison en est que la Métro-Goldwyn-Mayer, maison de production des Marx Brothers à l'époque, le juge trop surréaliste (il contient des scènes montrant des girafes en feu ou Harpo Marx capturant les « dix-huit plus petits nains de la ville » à l'aide d'un filet à papillons). En revanche, d'après le Telegraph, Groucho Marx ne trouve simplement pas le scénario drôle. Enfin, Matthew Gale, conservateur au Tate Modern, suggère que Dali pouvait ne pas attacher d'importance au fait qu'un film soit réellement produit à partir du scénario.
Pendant plusieurs années, ce scénario est considéré comme perdu avant d'être finalement retrouvé parmi les documents personnels de Dalí.